# 前184年
| 千纪： | 前1千纪 |
| 世纪： | 前3世纪 \| 前2世纪 \| 前1世纪                                                                                         |
| 年代： | 前210年代 \| 前200年代 \| 前190年代 \| 前180年代 \| 前170年代 \| 前160年代 \| 前150年代                               |
| 年份： | 前189年 \| 前188年 \| 前187年 \| 前186年 \| 前185年 \| 前184年 \| 前183年 \| 前182年 \| 前181年 \| 前180年 \| 前179年 |
| 纪年： | 西汉高后四年 |

## 大事记
- 高后4年

1. 呂后殺漢前少帝，5月11日，立漢後少帝劉弘。
2. 曹窋為御史大夫。